# Cynorkis aurantiaca
Cynorkis aurantiaca är en orkidéart som beskrevs av Henry Nicholas Ridley. Cynorkis aurantiaca ingår i släktet Cynorkis, och familjen orkidéer. Inga underarter finns listade i Catalogue of Life.